# Théorie des contrats
En économie, la théorie des contrats étudie les relations d'échange entre des agents économiques, en tenant compte des contraintes institutionnelles et informationnelles qui s'imposent à eux.
En raison de ses liens avec les théories de l'agence et des incitations, la théorie des contrats est souvent classée à l'intérieur d'un domaine connu comme l'Analyse économique du droit. Elle est également classable dans le domaine de l'économie publique.

## Objet d'étude
La théorie des contrats ne peut pas viser – au moins dans un premier temps – le même degré de généralité que la théorie de l'équilibre général, par exemple. Ainsi, ses modèles sont pour la plupart des modèles d'équilibre partiel, qui isolent du reste de l'économie le marché où s'échange un bien. Ils décrivent les interactions d'un petit nombre d'agents, souvent deux seulement. Cette volonté affichée de simplification permet une description plus fine des relations étudiées.
Les modèles de la théorie des contrats résument les propriétés du cadre institutionnel qui prévaut à travers un « contrat ». Ce dernier peut être explicite, c'est-à-dire faire l'objet d'un document signé. Un contrat explicite sera généralement garanti par une « tierce partie », telle qu'un tribunal ou un conciliateur, ou simplement par le désir qu'ont les agents de maintenir leur bonne réputation. Le contrat peut aussi n'être qu'implicite, comme un système de normes de comportement dont la violation est supposée donner lieu à des représailles non nécessairement codifiées à l'avance : un chef d'entreprise peut ainsi être mis au ban par ses pairs s'il adopte un comportement jugé déviant. La bonne exécution d'un tel contrat implicite devra alors se perpétuer comme un équilibre dans l'interaction entre les parties.
On peut distinguer plusieurs familles de modèles au sein de la théorie des contrats, qui renvoient à des préoccupations économiques différentes. Trois d'entre elles représentent l'essentiel des applications : les modèles d'autosélection, les modèles de signaux et les modèles d'aléa moral.
L'idée derrière ces modèles réside dans la recherche théorique des façons d'inciter les agents à prendre des mesures appropriées, même en vertu d'un contrat d'assurance. Les principaux résultats obtenus par le biais de cette famille de modèles comprennent entre autres : propriétés mathématiques de l'utilité de la structure du principal et de l'agent, la relaxation des hypothèses, et les variations de la structure temporelle de la relation contractuelle. Il est d'usage de modéliser les gens comme « maximisateurs » de certaines fonctions d'utilité de von Neumann–Morgenstern comme indiqué par la théorie d'utilité attendue.
Une application importante de la théorie est la conception de régimes optimaux de gestion de la rémunération. Dans le domaine de l'économie, le premier traitement de ce sujet a été donné par Kenneth Arrow dans les années 1960. En 2016, Oliver Hart et Bengt R. Holmström ont reçu le Prix Nobel pour leurs travaux sur la théorie des contrats, couvrant tout le champ de cette théorie depuis le salaire des présidents jusqu'aux privatisations.

### Les modèles d'autosélection
On parle d'autosélection quand, parmi les parties prenantes à un échange, l'une possède une information à laquelle les autres n'ont pas accès. Cette information privée, appelée « caractéristique » ou « type », porte sur l'identité même de l'agent qui la détient.

#### La rente informationnelle
Chaque agent qui possède une information privée peut en profiter pour modifier les termes de l’échange à son avantage. Il obtiendra ainsi un surplus positif qu'on appelle la « rente informationnelle ». Dans tous les exemples précédents, la nécessité d'obtenir que chaque agent révèle son information le protège en interdisant aux autres parties de s'approprier tout le surplus de l'échange.
La théorie nous enseigne ainsi que la compagnie aérienne devrait ouvrir deux classes dans ses avions : une première classe et une classe économique. La première classe sera très confortable, tandis que la classe économique le sera moins, mais sera meilleur marché. Compte tenu de la différence de prix entre les billets, les riches seront indifférents quant au choix entre la première classe et la classe économique ; mais ils préféreront l'avion à un autre moyen de transport. En revanche, les pauvres préféreront voyager en classe économique, mais leur surplus net (par rapport au train, par exemple) sera nul. Les riches sont ici les seuls à obtenir une rente informationnelle qui les dissuade de mentir. Sinon, ils pourraient toujours se faire passer pour des pauvres, tandis que les pauvres perdraient à se faire passer pour des riches (ils paieraient plus cher des billets dont le niveau de confort ne les attire pas particulièrement).
En ce qui concerne l'assurance en cas de décès, l'assureur devra aussi proposer deux contrats. Le premier contrat comportera un versement important en cas de décès et une prime élevée. Le second spécifiera un versement en cas de décès et une prime plus faibles. À l'équilibre, les mauvais risques choisiront le premier contrat et les bons risques le second. Les mauvais risques bénéficieront d'une rente informationnelle.

### Les modèles de signaux
Dans de nombreuses situations, le vendeur d'un bien possède une information sur la qualité de ce bien qui est meilleure que celle dont disposent les acheteurs éventuels. Un exemple célèbre dû à George Akerlof en 1970 décrit le marché des voitures d'occasion (« The Market for “Lemons” », 1970). Supposons, pour simplifier, qu'il n'existe que deux types de voitures sur ce marché : les bonnes et les mauvaises occasions. Chaque vendeur connaît le type des voitures qu'il met en vente, tandis que chaque acheteur l'ignore. Un acheteur qui observe une voiture mise en vente à bas prix sera rationnellement conduit à en inférer que cette voiture est une mauvaise occasion. Intuitivement, on conçoit que ce type de réaction fasse obstacle au bon fonctionnement d'un marché concurrentiel, où les vendeurs se font normalement concurrence en cherchant à vendre au plus bas prix possible. Akerlof démontre que, dans certaines circonstances, seules les mauvaises occasions seront présentées à la vente ; il est alors possible que le marché s'effondre totalement et qu'aucune transaction n'ait lieu.
Un système de garanties fournit une solution à ce problème. Un vendeur qui garantit de prendre à sa charge les réparations sur une voiture pendant une durée fixée après la vente prend, en effet, plus de risques si la voiture est une mauvaise occasion que si c'est une bonne occasion. L'offre d'une garantie avec une voiture est donc un signal qui suggère à l'acheteur que cette voiture est une bonne occasion. Il existe de fait un équilibre sur ce type de marché où les bonnes occasions sont vendues au prix fort avec une garantie, tandis que les mauvaises occasions sont vendues à bas prix et sans garantie.
L'utilité de signaux coûteux pour des vendeurs qui souhaitent démontrer la qualité de leur produit a également été illustrée par Michael Spence dans le cas de l'éducation. Si les individus les plus productifs ont plus de facilité à faire des études longues, le niveau du diplôme finalement obtenu par les postulants sur le marché du travail servira de signal quant à leur productivité. En conséquence, les employeurs offriront un salaire plus élevé aux candidats qui ont un diplôme élevé. L'aspect remarquable de cette explication de la relation observée entre diplôme et salaire est qu'elle ne requiert pas l'hypothèse que l'éducation accroît la productivité (même si elle est évidemment compatible avec elle).

## Développements récents
La recherche a beaucoup avancé depuis les premiers travaux des années 1970. Elle s'est notamment attachée aux problèmes qu'introduit la prise en compte du caractère inévitablement dynamique de la plupart des contrats ; à la validation empirique de la théorie ; et à la description d’interactions entre plusieurs groupes d’agents économiques.